# Jono Grant
Jonathan David Grant, plus connu sous le nom de Jono Grant, est un musicien anglais, membre du trio de musique dance Above & Beyond.

## Biographie
Jono Grant a baigné dans un univers musical dès son plus jeune âge, en apprenant à jouer du piano et de la guitare. Il se tourna ensuite vers les synthétiseurs, dès qu'il put se permettre de les acheter, après avoir été inspiré durant sa jeunesse par la musique d'artistes comme Jean Michel Jarre, les Pet Shop Boys et New Order. En 1994, Jono se découvre une passion pour la musique trance après avoir écouté le Paul Okenfold's Goa Mix de Paul Oakenfold, le premier Essential Mix de tous les temps, diffusé sur la radio BBC Radio 1.
Le succès public de Jono Grant a débuté lorsque le groupe Strike lui proposa de remixer leur titre U Sure Do en 1999. Son remix, intitulé Jono's Big Mix devint le morceau phare de la seconde édition de ce single et fut intégré à la playlist de la radio britannique Kiss FM. Cela a été produit lors de l'étude pour son diplôme en musique de commerce à l'Université de Westminster, où il a également développé ses compétences en conception sonore retentit programmation travailler en indépendant pour les synthétiseurs Yamaha. C'est aussi à l'Université de Westminster qu'il a rencontré Paavo Siljamäki, avec qui il a créé le label Anjunabeats.
Initialement Anjunabeats a été créé pour fournir un moyen de sortir ses propres productions sous son propre label "Anjunabeats». Mais avec le temps la marque et la solide réputation ont commencé à attirer d'autres artistes qui en font le label qu'il est aujourd'hui .
Peu de temps après la création du leabel Anjunabeats, Jono rencontré Tony McGuinness (alors directeur du marketing chez Warner Music UK) à travers son frère Liam McGuinness qui avait acheté une bibliothèque sonore créée par Jono.
On a proposé à Tony de remixer la piste classique Chakra "Home", et il voulait travailler dessus avec Jono & Paavo. Above & Beyond était né. Ce premier remix a été acclamé par la critique.

## Discographie

### Singles
- Darren Tate Vs. Jono Grant "Let the Light Shine In"
- Darren Tate Vs. Jono Grant "Nocturnal Creatures"
- Jono Grant Vs. Mike Koglin "Circuits"
- Jono Grant Vs. Mike Koglin "Sequential"

### Remixes
- 1999 Strike "U Sure Do" (Jono's Big Mix)
- 1999 Victoria Newton "Martha's Harbour" (Blu Remix)
- 2000 Free State – "Different Ways (Dirt Devils Remix)"
- 2000 The Croydon Dub Heads – "Your Lying (Dirt Devils Remix)"
- 2001 Free State – "Release (Dirt Devils Rumpus Dub)"
- 2001 Anjunabeats – "Volume One (Free State vs. Dirt Devils Remix)"
- 2002 Modulation – "Darkstar (Dirt Devils Remix)"
- 2002 Day After Tomorrow – "Faraway (Dirt Devils 12" Mix)"
- 2002 Day After Tomorrow – "Faraway (Dirt Devils Inst)"
- 2002 Matt Cassar presents Most Wanted – "Seven Days And One Week (Dirt Devils Mix)"
- 2002 Future Breeze – "Temple of Dreams (Dirt Devils Remix)"
- 2003 Ayumi Hamasaki – "Voyage (Dirt Devils Remix)"